# Agestrata antoinei
Agestrata antoinei är en skalbaggsart som beskrevs av Allard 1995. Agestrata antoinei ingår i släktet Agestrata och familjen Cetoniidae. Inga underarter finns listade i Catalogue of Life.